# Shinji Nakamoto
Shinji Nakamoto, född 8 juli 1945, är en japansk bågskytt. Han deltog vid olympiska sommarspelen 1972.